# آخرین سلسله بزرگ آمریکایی
«آخرین سلسله بزرگ آمریکایی» (به انگلیسی: The Last Great American Dynasty) ترانه‌ای ضبط شده توسط خواننده-ترانه‌نویس آمریکایی تیلور سوئیفت، به عنوان سومین قطعه از هشتمین آلبوم استودیویی او، فولکلور است که در ۲۴ ژوئیه ۲۰۲۰ از طریق ریپابلیک رکوردز منتشر شد. این ترانه توسط سوئیفت و آرون دسنر نوشته شده و توسط دسنر تهیه شده‌است. «آخرین سلسله بزرگ آمریکایی» از منظر سوم شخص خوانده می‌شود و داستان شخص آمریکایی ربکا هارک‌نس را روایت می‌کند، او یکی از ثروتمندترین زنان تاریخ ایالات متحده بود که پیش از این دارای مالکیت یکی از املاک سوئیفت در رود آیلند بود و قرینه‌هایی را بین زندگی خواننده و هارک‌نس ترسیم می‌کند.
پس از انتشار، این آهنگ با استقبال منتقدان موسیقی روبرو شد، آنها از قدرت قصه گویی سوئیفت تمجید کردند و این ترانه را یک قطعه برجسته در فولکلور دانستند. «آخرین سلسله بزرگ آمریکایی» در استرالیا، مالزی و سنگاپور به ده رتبه برتر و در کانادا، نیوزیلند و ایالات متحده به رتبه ۱۳ رسید.

## تاریخچه انتشار
| منطقه | تاریخ         | فرمت                     | ناشر     | منا.  |
| ----- | ------------- | ------------------------ | -------- | ----- |
| مختلف | ۲۴ ژوئیه ۲۰۲۰ | دانلود دیجیتال استریمینگ | ریپابلیک | [ ۱ ] |